# Abismo Laurentino
El abismo Laurentino (en inglés Laurentian Fan o Laurentian Abyss y en francés Abîme Laurentien) es un cañón submarino frente a la costa de la isla de Terranova y de Nueva Escocia en Canadá, en el Océano Atlántico.
Específicamente es un valle submarino y no una fosa oceánica. Con una profundidad máxima aproximada de 6 km, el abismo Laurentino es producto de la glaciación y de las corrientes de agua del golfo de San Lorenzo. Es parte de la región del cono Laurentino limitada por el canal Laurentino, que llega al río San Lorenzo y la llanura abisal de Sohm. 
En este abismo existen fuentes hidrotermales con sus propios subecosistemas independientes de la luz solar.  